# Andrzej Kondratiuk
Pour les articles homonymes, voir Kondratiouk.
Andrzej Lech Kondratiuk est un réalisateur, scénariste, acteur et directeur de la photographie polonais né le 20 juillet 1936 à Pińsk, mort le 22 juin 2016 à Varsovie.

## Biographie

### Enfance
Andrzej Kondratiuk est né le 20 juillet 1936 à Pińsk, dans la voïvodie de Polésie, en Pologne. Il est le fils de Krystyna et Arkadiusz Kondratiuk et le frère aîné du réalisateur Janusz Kondratiuk (pl).
En 1963, il est diplômé du département cinématographique de l'École nationale de cinéma de Łódź.

### Carrière
Il est créateur de films à petit budget, utilisant souvent sa propre biographie dans ses scénarios et choissisant souvent comme acteurs des personnes de son entourage, y compris des naturistes. Il a tourné certains de ses films à Gzów, près de Pułtusk, en Mazovie.
Après l'an 2000, il développe des problèmes de santé et on lui diagnostique un cancer. En avril 2005, il est victime d'un accident vasculaire cérébral.
Après avoir réalisé le film Pamiętnik Andrzeja Kondratiuka, il est atteint d'une maladie grave qui l'empêche par la suite d'être professionnellement actif.

### Vie privée
Il a été marié à l'actrice Iga Cembrzyńska qui a fondé la firme Iga film et produit les films de son époux. Ils ont vécu dans le quartier d'Ochota à Varsovie et dans le village de Gzowo.

### Mort
Il meurt le 22 juin 2016 à Varsovie, capitale de la Pologne. Les cérémonies funéraires ont lieu le 29 juin 2016 à Varsovie, après une messe célébrée à l'Église Saint-Frère-Albert-et-Saint-André-Apôtre de Varsovie, l'urne contenant les cendres de l'artiste a été déposée dans la nouvelle allée des méritants du cimetière militaire de Powązki (quartiers G-tuje-26). Outre sa famille la plus proche, Emilia Krakowska, Zofia Czerwińska, Ewa Błaszczyk, Maja Komorowska, Zbigniew Buczkowski et Daniel Olbrychski participent aux funérailles.